# Wordsworth (rapper)
Wordsworth, pseudonimo di Vinson Jamel Johnson (Brooklyn, ...), è un rapper statunitense, MC della scena hip hop underground di Brooklyn, conosciuto principalmente per il suo freestyle.
Wordsworth è cresciuto a Brooklyn; ottenuto il diploma alla State University of New York College a Old Westbury, registrò alcuni pezzi con il suo partner in crimes Punchline (lavorarono insieme con il nome "Punch 'N' Words") in The Love Movement di A Tribe Called Quest e in Black Star di Mos Def e Talib Kweli. Wordsworth, assieme a Punchline, venne ampiamente promosso nei mixtape del rapper del Connecticut Apathy e collaborarò con il membro dei Demigodz, Rise. Venne inoltre coinvolto nella serie di MTV Lyricist Lounge, positivamente accolta dalla critica.
Il debutto di Wordsworth come solista avvenne nel Settembre 2004 con l'album Mirror Music. In seguito si cimentò in un videoclip musicale per l'evento Slam Bush, in cui a colpi di rap rispondeva a un dibattito virtuale con un nervoso George W. Bush (o per lo meno con spezzoni di vecchi video che lo ritraevano). Words è un membro del gruppo eMC, assieme a Masta Ace, Punchline e Strick. Lavora come vocalist in Prince Paul's Bubble Party per la colonna sonora del film di SpongeBob e appare nel film Freestyle: The Art of Rhyme di Kevin Fitzgerald. Wordsworth compare inoltre nell'album di debutto del duo hip hop di Toronto Perfeck Strangers, Series Premiere, nella traccia Dreams.
Il rapper ha annunciato che il prossimo album Photo Album uscirà nel 2012.

## Album
- Punch N' Words EP (con Punchline, 2000)
- Mirror Music (2004)
- Mirror Music: Deluxe Edition (2006)
- The Show (con eMC, 2008)
- Baby Loves Hip Hop dei Dino 5
- The Photo Album (2012)

## Film
- Freestyle: The Art of Rhyme